# Temnorhynchus descarpentriesi
Temnorhynchus descarpentriesi är en skalbaggsart som beskrevs av Renaud Maurice Adrien Paulian 1946. Temnorhynchus descarpentriesi ingår i släktet Temnorhynchus och familjen Dynastidae. Inga underarter finns listade i Catalogue of Life.